# Poecilia formosa
Espèce
Statut de conservation UICN

 LC  : Préoccupation mineure
Poecilia formosa est une espèce de poissons d'eau douce de la famille des Poeciliidae.

## Répartition
Ce poisson se rencontre aux États-Unis et au Mexique. Il est présent de l'extrême Sud du Texas dans les cours inférieurs du rio Nueces (où il a été possiblement introduit) et du río Grande jusqu'à l'État mexicain de Veracruz. Des populations ont été introduites à San Antonio et San Marcos au Texas.

## Description
Poecilia formosa peut mesurer jusqu'à 96 mm de longueur totale mais sa taille habituelle est d'environ 55 mm.
La reproduction est une hybridation naturelle où les femelles s'accouplent avec des mâles d'autres espèces (Poecilia latipinna, Poecilia latipunctata, Poecilia  mexicana ou Poecilia sphenops) dont le sperme stimule le clivage des ovules mais ne contribue pas à l'héritage ; la progéniture n'est constituée que de clones génétiquement identiques à la mère. Les espèces se reproduisant ainsi sont appelées des gynokleptons.

## Classification
Le nom valide complet (avec auteur) de ce taxon est Poecilia formosa (Girard, 1859).
L'espèce a été initialement classée dans le genre Limia sous le protonyme Limia formosa Girard, 1859,.
Son nom vernaculaire anglais est Amazon molly qui fait référence aux Amazones et non au fleuve Amazone.
Poecilia formosa a pour synonymes :
- Limia formosa Girard, 1859
- Mollienesia formosa (Girard, 1859)

## Publication originale
- (en) Charles Girard, « Ichthyological notices », Proceedings of the Academy of Natural Sciences of Philadelphia, Philadelphie, Académie des sciences naturelles de Philadelphie, vol. 11,‎ 10 mai 1859, p. 113-122 (ISSN 0097-3157 et 1938-5293, OCLC 1382862, lire en ligne).